# Единайсеторката
„Единайсеторката“ e аржентински сериал, където футболът среща предизвикателството за постигане на личните цели.
Продукцията представя 11 момчета, които трябва да играят като солиден отбор, за да постигнат мечтите си.
„Единайсеторката“ разказва историята на Габо Морети – 16-годишно момче, което е опитен и пламенен футболист и живее с баба си в малкото градче Аламо Секо. Изключителните му умения са забелязани от Франсиско – футболен треньор на престижната спортно-ориентирана гимназия Instituto Academico Deportivo. Той решава да му предложи стипендия, за да се присъедини към IAD и да играе в официалния отбор на училището „Златните соколи“. Сериалът проследява приключението на Габо да осъществи мечтата си да стане професионален футболист, като по пътя открива тайните на своето семейство". Разбира, че Диего Гевара е негов баща, а Лоренсо, с който не се разбираше - брат. Историята се заплита.В първия и втория сезон на сериала „Златните Соколи“ успяват да стигнат до финал,на който два пъти побеждават най-големия си съперник - Орлите. В третия и последен сезон идват много нови играчи, но и някои си отиват, като Валентино, Лукас, Адриан,Мариано,14ти. Езекиел и Лоренсо пък играят за Ювентус, което е тяхната мечта.В този сезон Соколите получават покана да играят на Мондиала,който не успяват да спечелят,защото Ювентус ги побеждава на финал.В края на сезона, след Мондиала, Габо влиза в академията на Атлетико Мадрид. Първи и втори сезон на сериала съдържат 80 епизода, всеки от които е със средно времетраене, около 22 минути. Трети сезон съдържа 60 епизода, като отново средното времетраене е, около 22 минути. Това е уникален сериал и си заслужава да се гледа.Той ще има 4 сезон през 2026г.